# Муасси, Александр-Гийом де
Александр-Гийом Муссе де Муасси (фр. Alexandre-Guillaume Mouslier de Moissy;1712, Париж — 8 ноября 1777, там же) — французский драматург, поэт и писатель
.

## Биография
Служил в королевской гвардии. Воодушевлённый успехом первой пьесы, написанной в возрасте за 30 лет, решил заняться литературным творчеством.
Будучи азартным игроком, разорился и в 1772 году вынужден был отправиться в Россию, где служил домашним учителем в семье Панина. По возвращении в Париж продолжил писать и играть в азартные игры пока во второй раз не разорился и, как говорят, умер от печали.
Автор романов, в том числе для юношества, эссе, стихов и пьес, ряд которых был поставлен на сценах парижских театров, в том числе Комеди Франсез, Бургундский отель, Театр итальянской комедии и др.

## Избранные произведения
Драматургия

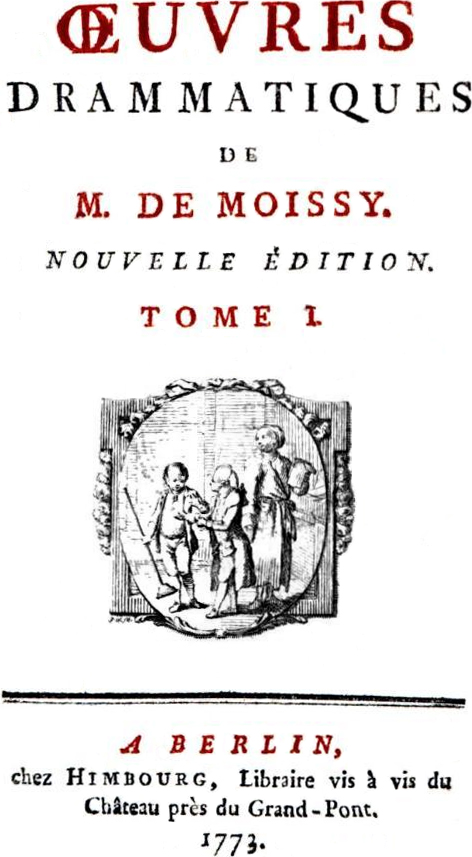
Титульный лист 1-го тома «Драматургических произведений» («Œuvres drammatiques», 1773)

- Le Bienfait anonyme, ou le Faux Généreux, комедия, Свободный стих, Paris, 1744
- Le Provincial à Paris ou le Pouvoir de l’amour et de la raison, комедия в 3 актах, Свободный стих, Paris, 1750
- Les Fausses Inconstances, комедия, Paris, 1750
- Le Valet maître, комедия в 3 актах, Свободный стих, Paris, 1751
- La Nouvelle École des femmes, комедия в 3 актах в прозе, Paris, 1758
- L’Ennuyé, ou l’Embarras du choix, комедия в 3 актах в прозе, Paris, 1759
- L’Impromptu de l’amour, комедия в прозе, 1759
- Bélisaire, героическая комедия в 5 актах в прозе, 1759
- Les Deux Frères, ou la Prévention vaincue, комедия в 5 актах в стихах, Paris, 1768
- Le Vertueux mourant, драма в прозе, 1770
- La Vraie Mère, трагикомедия в 3 актах в прозе, 1771

Проза
- Les Jeux de la petite Thalie, ou nouveaux petits drames dialogués sur des proverbes, propres à former les mœurs des enfants et des jeunes personnes, depuis l'âge de cinq ans jusqu'à vingt, 1764
- École dramatique de l’homme, suite des Jeux de la petite Thalie, 1770
- Lettres galantes et morales du marquis de *** au comte de ****, 1757
- Vérités philosophiques, tirées des Nuits d’Young, et mises en vers libres sous differents titres relatifs aux sujets qui sont traités dans chaque article, 1770
- Essai sur l'éducation, эссе, 1773